# Tassadia leptobotrys
Tassadia leptobotrys är en oleanderväxtart som beskrevs av Joseph Decaisne. Tassadia leptobotrys ingår i släktet Tassadia och familjen oleanderväxter. Inga underarter finns listade i Catalogue of Life.